# 肺泡蛋白沉着症
肺泡蛋白沉着症（pulmonary alveolar proteinosis，PAP），又名肺泡蛋白沉积症，是一种罕见的肺部疾病。患者体内肺表面活性物质衍生的脂蛋白化合物在肺泡内异常聚积，干扰肺部正常的氣體交換与扩张，造成呼吸困难，肺部感染风险上升。病因可分为原发性和继发性，多为原发性自體免疫性。

## 遗传
已证明CSF2受体α异常会导致遗传性肺泡蛋白沉着症。CSF2基因位于5號染色體5q31区。此基因产物又名粒细胞-巨噬细胞集落刺激因子受体。

## 治疗
肺泡蛋白沉着症标准治疗方法为全肺灌洗，即用无菌液体充满肺部，后与异常的肺表面活性物质一并清除。此法一般可长期有效地改善病症。
全肺灌洗治疗方法发现后，亦有人尝试使用GM-CSF注射治疗，取得不同程度成功。
难以治疗的病例可进行肺移植。